# Biancaea
Genre
Classification phylogénétique
Biancaea est un genre de plantes à fleurs de la famille des Caesalpiniaceae selon la classification classique, ou des Fabaceae (sous-famille des Caesalpinioideae) selon la classification phylogénétique.

## Sélection d'espèces
- Biancaea decapetala (Roth) O. Deg. - Espèce envahissante
- Biancaea sappan (L.) Tod. - Bois rouge